# 毛海滨山黧豆
毛海滨山黧豆（学名：Lathyrus japonicus f. pubescens）为豆科山黧豆属海滨山黧豆下的一个变型。